# توفيق المنحنيات

توفيق المنحنيات طريقة يتم فيها عمل توليف رياضي عبر معادلات لعدد من النقاط يُنشئ من خلالها منحنى يمر بالبيانات المحددة، يكوّن أفضل معادلة يمكن أن تمر بالنقاط.
المنحنيات نوعين:
1. مستوفي  يمر بالنقاط المحددة بالضبط.
2. تقريبي يمر بأغلب النقط أو قريب من بعضها الآخر.